# Bardo
Un bardo, en la historia antigua de Europa, era la persona encargada de transmitir las historias, las leyendas y poemas de forma oral además de cantar la historia de sus pueblos en largos poemas recitativos.

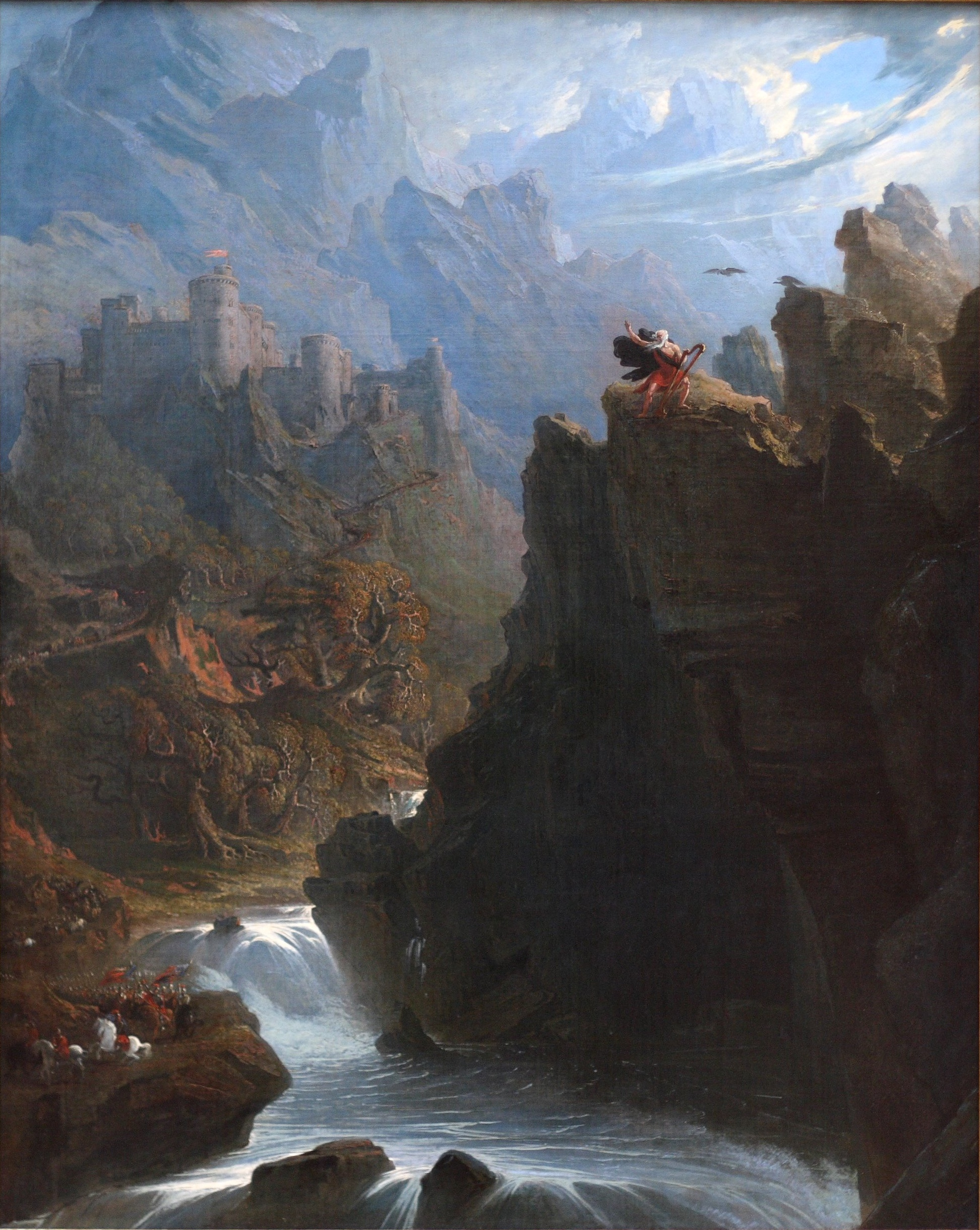
El Bardo, obra de John Martin

## El bardo en la historia

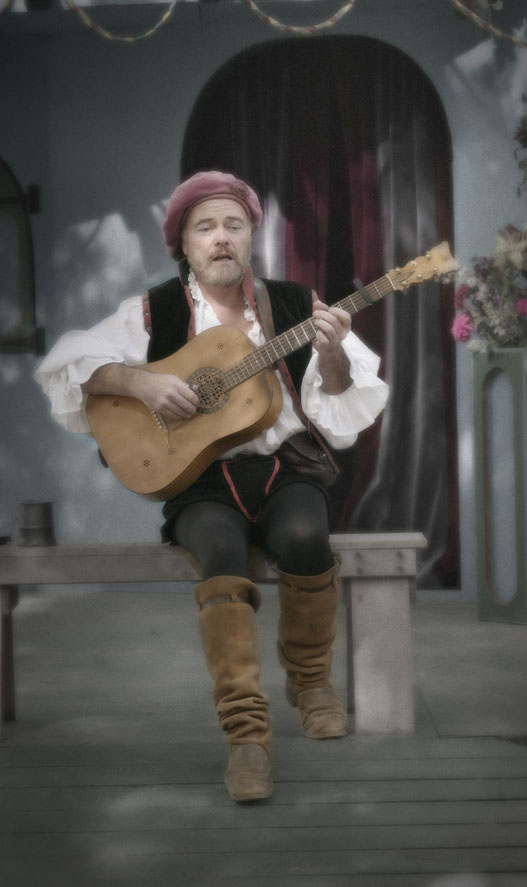
El trovador Owain Phyfe toca para el público en una feria del Renacimiento en 2003.

El trabajo del bardo era deambular contando sus historias ante distintos públicos, con el objetivo de que estos conocimientos no se perdieran; eran auténticos almacenes de la historia comunitaria, transmisores de noticias, mensajeros e incluso embajadores entre distintos pueblos. 
La palabra "bardo" es un préstamo del protocéltico *bardos o *gwerh*, con el significado de "elevar la voz; adular", específicamente, de como se hablaba entre los celtas de Irlanda, quienes los consideraban casi sagrados e inviolables, estando exentos de contribuciones y del servicio de las armas.
Destacaron también entre los galos y entre los galeses, y, con una tradición diferente, en los países de Escandinavia, donde se los conocía como escaldos. La elevación a la posición de bardo se verificaba todos los años en una competición a la que asistían los principales bardos del país. Vestían de azul, a diferencia de los druidas, que lo hacían de blanco. 
Esa tradición de competiciones anuales todavía persiste en festivales, el más famoso de los cuales es el Eisteddfod Nacional del país de Gales (que es parte de un ciclo de "Eisteddfodau"). En Irlanda se realizan los Fleadh Cheoil y en Bretaña el Kan ar bobl.
Ejemplos históricos y legendarios de bardo incluyen a Alan-a-Dale, Will Scarlet, Amergin y a Homero. De hecho, cada cultura tiene su narrador de historias o poeta, ya sea llamado bardo, escaldo, trovador (este nombre es ya de la Edad Media) o de cualquier otra forma.
Más tarde el término se aplicó a cualquier poeta e incluso a músicos itinerantes. Un buen bardo debía ser de lengua ágil, corazón ligero y pies veloces (cuando todo lo demás fallaba).

## Los bardos clásicos de Irlanda
Los bardos irlandeses formaban una casta hereditaria de poetas altamente educados en la historia y tradiciones de los diferentes clanes y el país en general, además de los requerimientos técnicos y formales del verso y el lenguaje (por ejemplo: asonancias, medias rimas, aliteraciones, referencias, etcétera). Adicionalmente, tenían una posición oficial en las cortes, que incluía el mantenimiento de las crónicas (incluyendo textos legales) y genealogías. Como satiristas tenían el deber de cantar las alabanzas de sus empleadores e insultar a sus enemigos. Se decía que una «glam dicenn» (sátira) podía hacer que a la víctima le salieran granos en la cara. Como mantenedores de textos legales (incluyendo tratados y acuerdos) estaban llamados a dar opiniones en asunto de esas esferas. En consecuencia, era común verlos como embajadores o como enviados para resolver problemas entre reinos.
Hay autores que consideran que los bardos tenían otra posición en las cortes: la de transmitir y recibir mensajes secretos. De acuerdo al Libro de Ballymote, uno de los manuscritos bardicos más antiguos que se conocen, solo en el primer año de sus estudios, los bardos debían memorizar más de cien códigos diferentes.
Hay que notar que en la Irlanda medieval parece haber habido dos grupos diferentes de poetas, ya que además de los bardos estaban los filid (singular: fili). De acuerdo a textos legales del periodo, los bardos eran la clase inferior. Se alegaba que ellos no tenían ni la educación ni el linaje para calificar en el importante papel que se ha delineado. Sin embargo, se afirma que esta distinción entre filid y bardos (con la posible pérdida de prestigio y posición de los bardos) es un invento de la Irlanda católica, ya que los filid estaban más asociados con la iglesia. Es de notar que en las regiones de habla gaélicas —después de la invasión normanda— los bardos llegaron a ser los principales mantenedores de las tradiciones —y no solo poéticas— gaélicas, tradiciones que fueron posteriormente —aunque limitadamente— preservadas por músicos ambulantes (ver, por ejemplo: Turlough Carolan) y otros «sabios de los caminos» (hedge schools, etc.) en un periodo en el cual esas costumbres fueron paulatinamente marginalizadas.
Las escuelas de bardos se extinguieron en Irlanda a mediados del siglo XVII y en Escocia a principios del siglo XVIII.

## Bardos en la ficción
Un ejemplo de bardo aparece en los cómics de Astérix el Galo, en el personaje de Asurancetúrix.
En El Silmarillion de J. R. R. Tolkien, el bardo Daeron es el poeta de Thingol, que está enamorado de su hija. Además, es el creador de las runas que aparecen en la tumba de Balin, en El Señor de los Anillos. 
En la actualidad, el bardo es un personaje tipo a encarnar en juegos de fantasía y rol, como en Ragnarok Online y Dungeons & Dragons (en cuyos escenarios de campaña los bardos aparecen como equivalentes hasta cierto punto de los juglares, teniendo una gran polivalencia y estando orientados a relacionarse con otros).
En la saga de Geralt de Rivia, uno de los personajes principales es un bardo, Jaskier (o Dandelion en inglés), mejor amigo del brujo Geralt.
Beedle el Bardo es un personaje ficticio, un autor de una serie de cuentos para niños, Los cuentos de Beedle el Bardo, según se menciona en los libros de Harry Potter, de la escritora británica J. K. Rowling.
En la serie Xena: Warrior Princess, la protagonista tiene como acompañante en sus aventuras a Gabrielle, una campesina aficionada a la escritura, la poesía y las historias, anhelando viajar por el mundo como una gran aventurera. A medida que avanza la serie, de una campesina pasa a ser una experimentada guerrera, pero no obstante, continúa con sus escritos. A lo largo de sus viajes con Xena, escribe en sus pergaminos todos los hechos que ocurrieron en su travesía junto a Xena.
Los bardos también aparecen en videojuegos tales como Fable, en los que desempeñan un papel menor cantando las hazañas del héroe. Aunque en los videojuegos en los que aparecen suelen ser personajes de apoyo, en videojuegos como League of Legends, The Bard's Tale, Final Fantasy X-2 y Dragon Quest IX hay protagonistas bardos.
Los bardos también son grandes referentes dentro de la música metal, tal como refleja bien el grupo alemán de power metal Blind Guardian, entre otros, teniendo canciones dedicadas a estos temas, en especial "The Bard's Song (In the Forest)" y "The Bard's Song (The Hobbit)".